# Giovanni Giolitti
Giovanni Giolitti, italijanski politik in finančnik, * 27. oktober 1842, Mondovi, † 17. julij 1928.
Giolitti je bil:
- član Poslanske zbornice Italije (1882-1928),
- minister za finance Italije (9. marec 1889-1892),
- predsednik Vlade Italije (15. maj 1892-15. december 1893),
- minister za notranje zadeve Italije (1892-1893),
- minister za notranje zadeve Italije (1901-1903),
- predsednik Vlade Italije (3. november 1903-12. marec 1905),
- minister za notranje zadeve Italije (1903-1905),
- predsednik Vlade Italije (29. maj 1906-11. december 1909),
- minister za notranje zadeve Italije (1906-1909),
- predsednik Vlade Italije (30. marec 1911-21. marec 1914),
- minister za notranje zadeve Italije (1911-1914),
- predsednik Vlade Italije (15. junij 1920-4. julij 1921) in
- minister za notranje zadeve Italije (1920-1921).